# Raymond Priestley

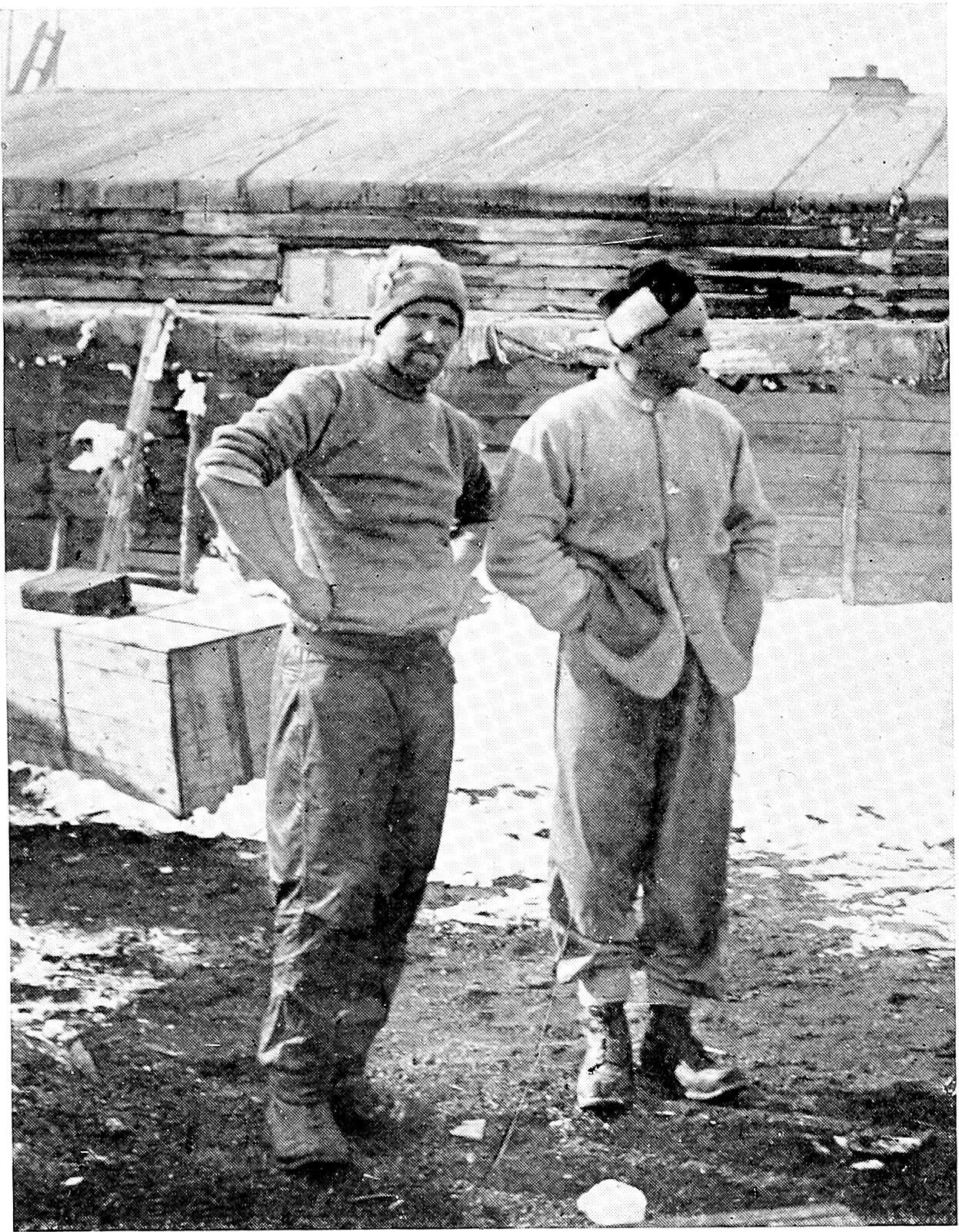
Raymond Priestley (links)

Sir Raymond Priestley (Tewkesbury, 20 juli 1886 - Cheltenham, 24 juni 1974) was een Brits poolonderzoeker.

## Biografie
Priestley begon in 1905 met het studeren van geologie. In 1907 had hij zijn tweede jaar voltooid toen Ernest Shackleton hem vroeg om deel te nemen aan de  Nimrod-expeditie. Hij maakte samen met Philip Brocklehurst en Bertram Armytage deel uit van de Westgroep, die onderzoek deed in de buurt van de Ferrargletsjer. 
Priestley maakte ook deel uit van de Terra Nova-expeditie van Robert Falcon Scott in 1910. Priestley bereikte 2,5 jaar later veilig het basiskamp op Kaap Evans. Daar kregen ze te horen dat de meeste expeditieleden, inclusief Scott, in 1912 waren omgekomen. 
Priestley diende in de Eerste Wereldoorlog en ontving hiervoor de Military Cross. Hij klom later op tot majoor. Hierna werd hij academicus met hoge functies op de universiteiten van Melbourne en Birmingham.  
Hij overleed in 1974 op 87-jarige leeftijd.